# Президентские выборы в Гватемале (1920, апрель)
Непрямые президентские выборы в Гватемале проходили 8 апреля 1920 года после двух десятилетий репрессивного и диктаторского режима Мануэля Эстрада Кабреры. Выборы были организованы политическими противниками Кабреры из Объединённой партии в 1919 году. Под руководством консерваторов, связанных с крупными землевладельцами, юнионисты заручились поддержкой пролетариата, ремесленников, студентов и индустриалистов.
В январе 1920 года юнионисты заключили альянс с либералами-диссидентами Законодательного собрания под руководством Адриана Видорра. В конце марта юнионисты инициировали давление на Национальное законодательное собрание с целью импичмента Кабреры. Даже те, кто получали выгоду от правления Кабреры, соглашались, что Кабрера должен уйти. Наконец, 8 апреля Кабрера был объявлен членами Законодательного собрания сумасшедшим и не способным управлять страной. Они проголосовали 36 из 42 голосов заменить его на юниониста Карлоса Эррера-и-Луна. На следующий день, 9 апреля Кабрера приказал ещё лояльным ему войскам бомбить Гватемалу-сити, которая была за юнионистов. Однако, 15 апреля Конгресс принял его отставку.